# 乳牛肝菌科
乳牛肝菌科（學名：Suillaceae）是牛肝菌目的一個科，包含牛肝菌狀的乳牛肝菌屬、假松露的截軸包菌屬、以及單型的裸小牛肝菌属。2008年的統計顯示本科有54種物種。本科原本還有兩個屬Gastrosuillus與Fuscoboletinus，已基於分子種系發生學的研究而被併入乳牛肝菌屬中。分子證據也顯示牛肝菌目中，乳牛肝菌科與須腹菌科、鉚釘菇科、截軸包菌科（Truncocolumellacae）等類群的親緣關係較為接近，有研究將本科與這三科共同歸屬於乳牛肝菌亞目（Suillineae）。

## 下属物种
- 小牛肝菌属 Boletinus
- 褐小牛肝菌属 Fuscoboletinus
- Gastrosuillus
- Ixocomus
- 裸小牛肝菌属 Psiloboletinus
- 乳牛肝菌屬 Suillus
- 截軸包菌屬 Truncocolumella

### 書籍
- Kirk PM, Cannon PF, Minter DW, Stalpers JA.  10th. Wallingford, UK: CAB International. 2008. ISBN 0-85199-826-7.